# 1863
1863 (MDCCCLXIII) a fost un an obișnuit al calendarului gregorian, care a început într-o zi de joi.

## Evenimente

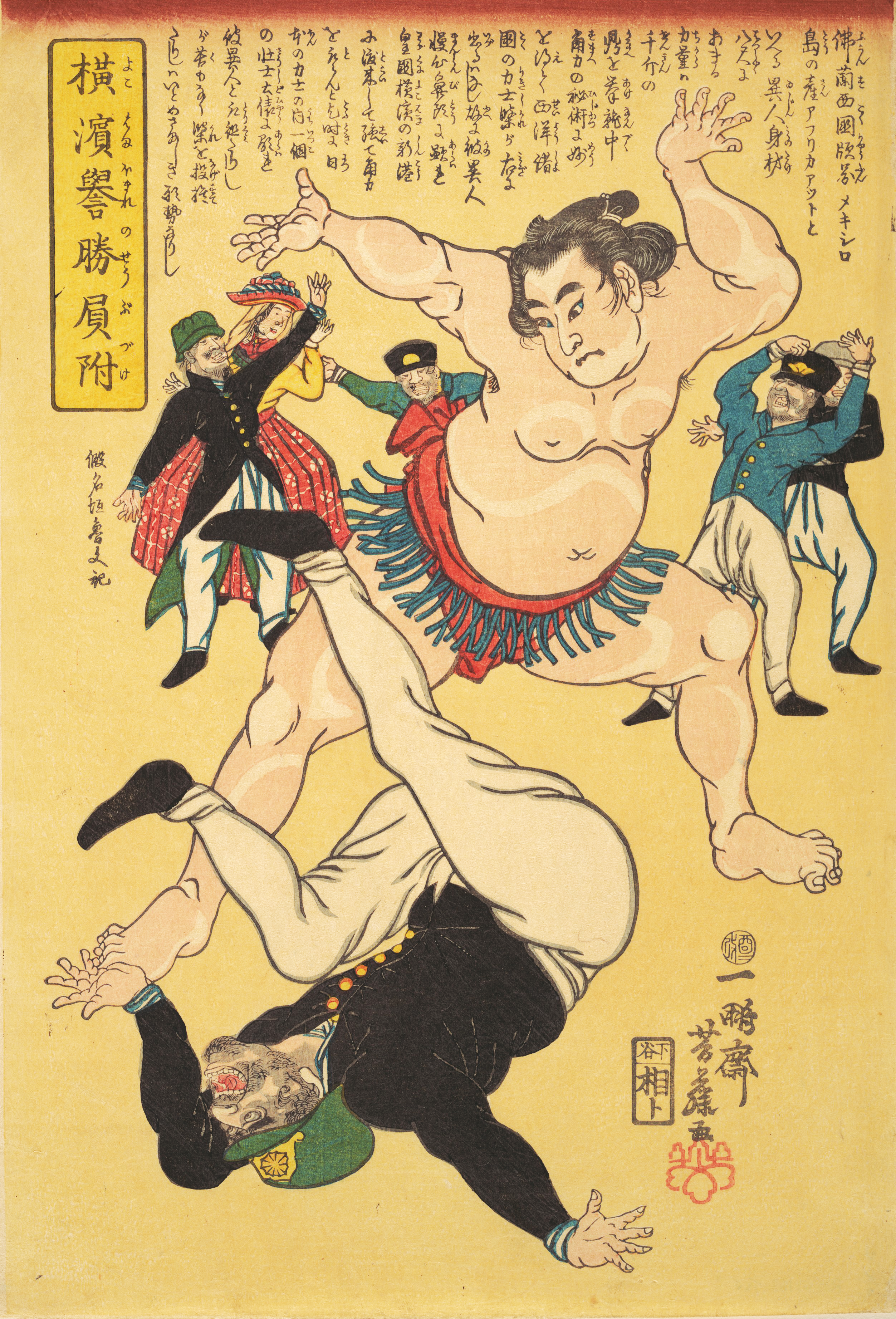
Împăratul japonez Kōmei emite "Ordinul de a expulza barbarii".

### Martie
- 30 martie: Începutul domniei regelui George I al Greciei. Domnia lui de 50 ani (cea mai lungă din istoria modernă a Greciei) a fost caracterizată de câștiguri teritoriale pentru Grecia în urma Primului Război Mondial.

### Aprilie
- 27 aprilie: Pe o ceață deasă, vasul de pasageri, Anglo Saxon, s-a ciocnit de stânci și s-a scufundat pe coasta Newfoundland. Au murit 128 de oameni. Până în prezent rămâne cel mai sever naufragiu în Atlanticul de Nord.
- 30 aprilie-6 mai: Războiul Civil American. Bătălia de la Chancellorsville. Asalt în Virginia, SUA, încheiat cu victoria confederației, armată condusă de Robert E. Lee.

### Mai
- 12 mai: Radama al II-lea, regele Madagascarului, este asasinat într-o conspirație a nobililor, care erau nemulțumiți de cursul său liberal și deschiderea către puterile europene Franța și Marea Britanie. Este urmat la tron de soția sa, Rasoherina. Puterea reală din regat a fost deținută de primul ministru Rainivoninahitriniony, instigatorul loviturii de stat și cel care a devenit soțul reginei la câteva săptămâni după încoronarea acesteia.

### Septembrie
- 19-20 septembrie: Războiul Civil American. Bătălia de la Chickamauga. Bătălie pentru controlul centrului feroviar din apropierea orașului.

### Octombrie
- 12 octombrie: Cuza îl numește prim-ministru pe Mihail Kogălniceanu, care va deține această funcție până la 26 ianuarie 1865 și va marca perioada cea mai rodnică în acțiuni social economice din perioada domniei lui Cuza.
- 26 octombrie: Regatul Unit: Este fondată Asociația de Fotbal; se creează primele reguli de fotbal oficiale. Acest lucru înseamnă separarea fotbalului de rugby.

### Noiembrie
- 15 noiembrie: Regele danez, Frederic al VII-lea, a murit fără să aibă copii, și, în conformitate cu Protocolul de la Londra din 1852, este urmat la tron de Christian de Schleswig-Holstein-Sonderburg-Glücksburg. Christian al IX-lea a fondat casa de Glücksburg care domnește și astăzi în Danemarca.

### Nedatate
- ianuarie/februarie: Se încheagă o alianță politică între conservatori și liberalii radicali - "monstruasa coaliție", cum a numit această grupare politică Cezar Bolliac, potrivnică domnitorului Alexandru Ioan Cuza. Principalele personaje au fost: I.C. Brătianu, C.A. Rosetti, A. Panu, Ștefan Golescu, Ion Ghica, Dimitrie Ghica, care au făcut o opoziție sistematică la toate actele guvernelor lui Cuza.
- martie: Împăratul japonez, Kōmei, emite "Ordinul de a expulza barbarii".
- martie: Se hotărăște ca slujbele în bisericile ortodoxe românești să se facă numai în limba română, cu trei excepții: biserica Sf. Ioan cel Mare din București, biserica Sf. Arhangheli din Brăila și biserica Dancu din Iași.
- Bayer AG. Companie germană farmaceutică și produse chimice, înființată de Friedrich Bayer la Leverkusen, Germania. Între 1925-1945 a fuzionat cu I. G. Farben.
- Este votată Legea pentru secularizarea averilor mănăstirești, prin care pământul deținut de mănăstirile închinate a reintrat în patrimoniul statului român.
- La Londra intră în funcțiune primul metrou din lume, de-a lungul sectorului Victoria Street, cu lungimea de 6,3 km. Tracțiunea era realizată de o mașină cu abur.
- Președintele american, Abraham Lincoln, a pus capăt sclaviei în statele sudiste rebele prin Proclamația Emancipării.

## Arte, științe, literatură și filozofie
- A apărut, la București, prima revistă umoristică editată de B.P. Hașdeu, "Aghiuță".
- Americanul J.T. Alden a brevetat metoda de obținere a drojdiei.
- Édouard Manet pictează Olympia.
- Jules Verne publică Cinci săptămâni în balon.

## Nașteri
- 1 ianuarie: Pierre de Coubertin, pedagog și istoric francez, fondatorul CIO (d. 1937)
- 1 ianuarie: Rūdolfs Blaumanis, scriitor leton (d. 1908)
- 17 ianuarie: David Lloyd George, om politic britanic, prim-ministru al Regatului Unit (1916-1922), (d. 1945)
- 28 februarie: Gheorghe Marinescu, medic român, fondator al școlii românești de neurologie (d. 1938)
- 16 martie: Ernest Henri Dubois, sculptor francez (d. 1930)
- 19 martie: Prințesa Matilda a Saxoniei (d. 1933)

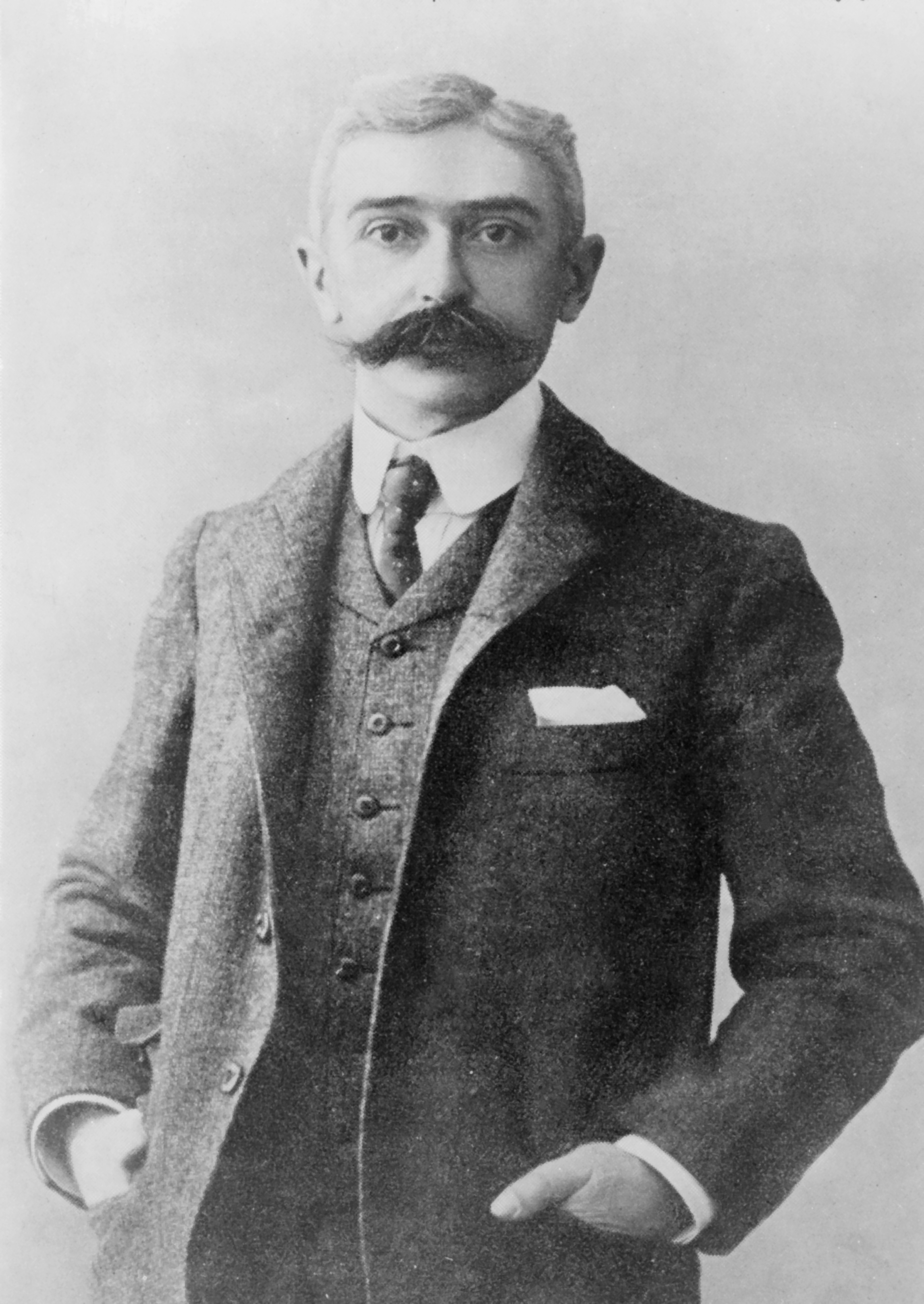
Pierre de Coubertin, pedagog și istoric francez, fondatorul CIO
Gheorghe Marinescu, medic, fondator al școlii românești de neurologie
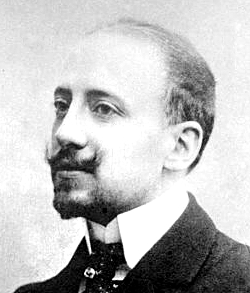
Gabriele D'Annunzio, scriitor, poet, dramaturg italian

- 12 martie: Gabriele D'Annunzio, scriitor, politician italian (d. 1938)
- 3 aprilie: Henry Van de Velde, arhitect și designer belgian (d. 1957)
- 5 aprilie: Prințesa Victoria de Hesse, nepoată a reginei Victoria (d. 1950)
- 21 mai: Arhiducele Eugen de Austria (d. 1954)
- 10 iunie: Louis Couperus,  romancier și poet olandez (d. 1923)
- 21 iunie: Max Wolf,  astronom german, pionier în domeniul astrofotografiei (d. 1932)
- 23 iunie: Sándor Bródy, romancier și dramaturg maghiar (d. 1924)
- 14 iunie: Alois Alzheimer, psihiatru și neuropatolog german (d. 1915)
- 12 iulie: Albert Calmette, medic, bacteriolog și imunolog francez (d. 1933)
- 19 iulie: Hermann Bahr, prozator, dramaturg și eseist austriac (d. 1934)
- 30 iulie: Henry Ford, producător american de automobile (d. 1947)
- 11 august: Ernst Gunther, Duce de Schleswig-Holstein (d. 1921)
- 23 august: Marele Duce George Mihailovici al Rusiei (d. 1919)

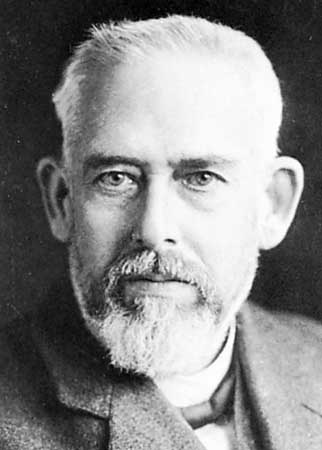
Max Wolf,  astronom german, pionier în domeniul astrofotografiei
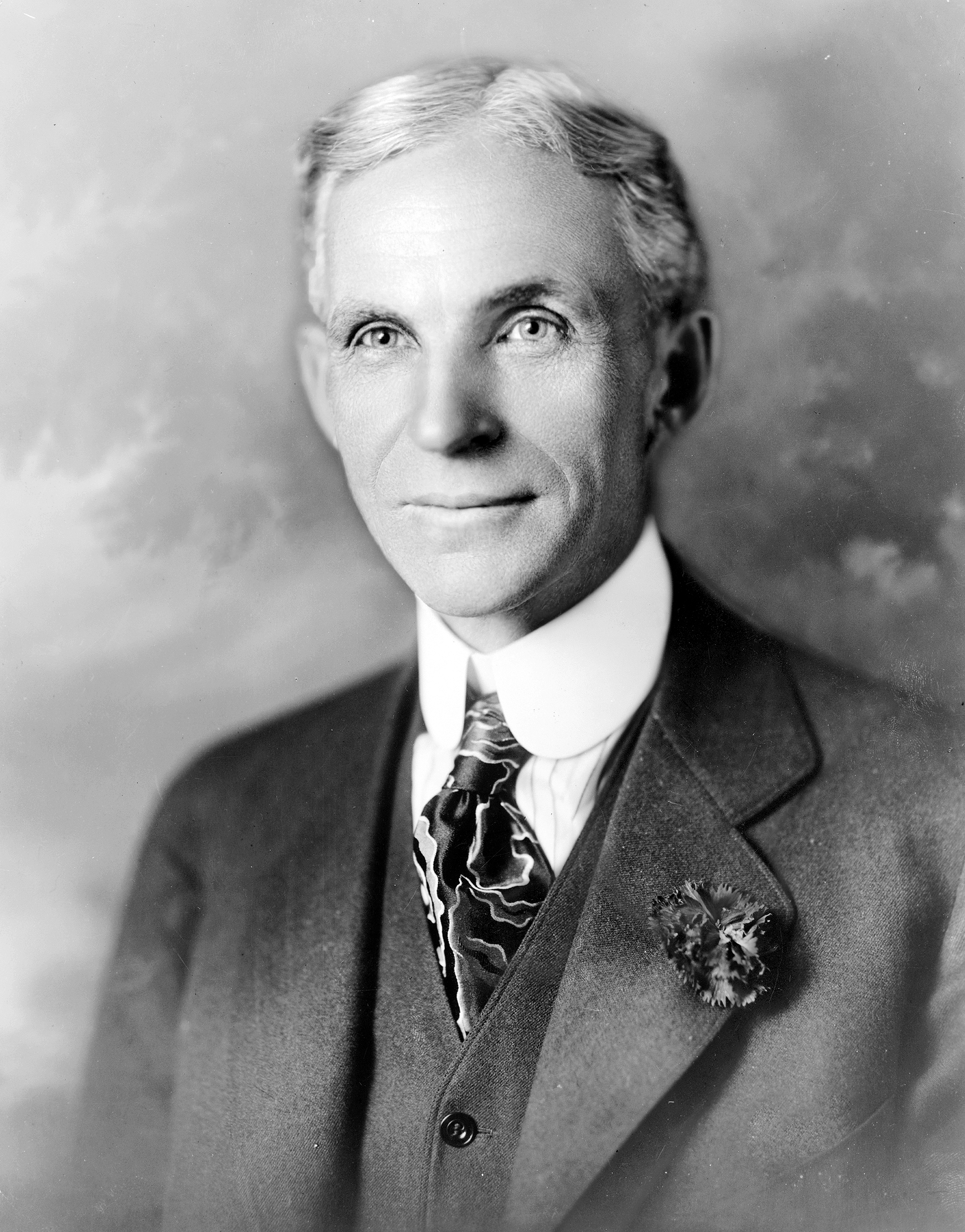
Henry Ford, producător american de automobile
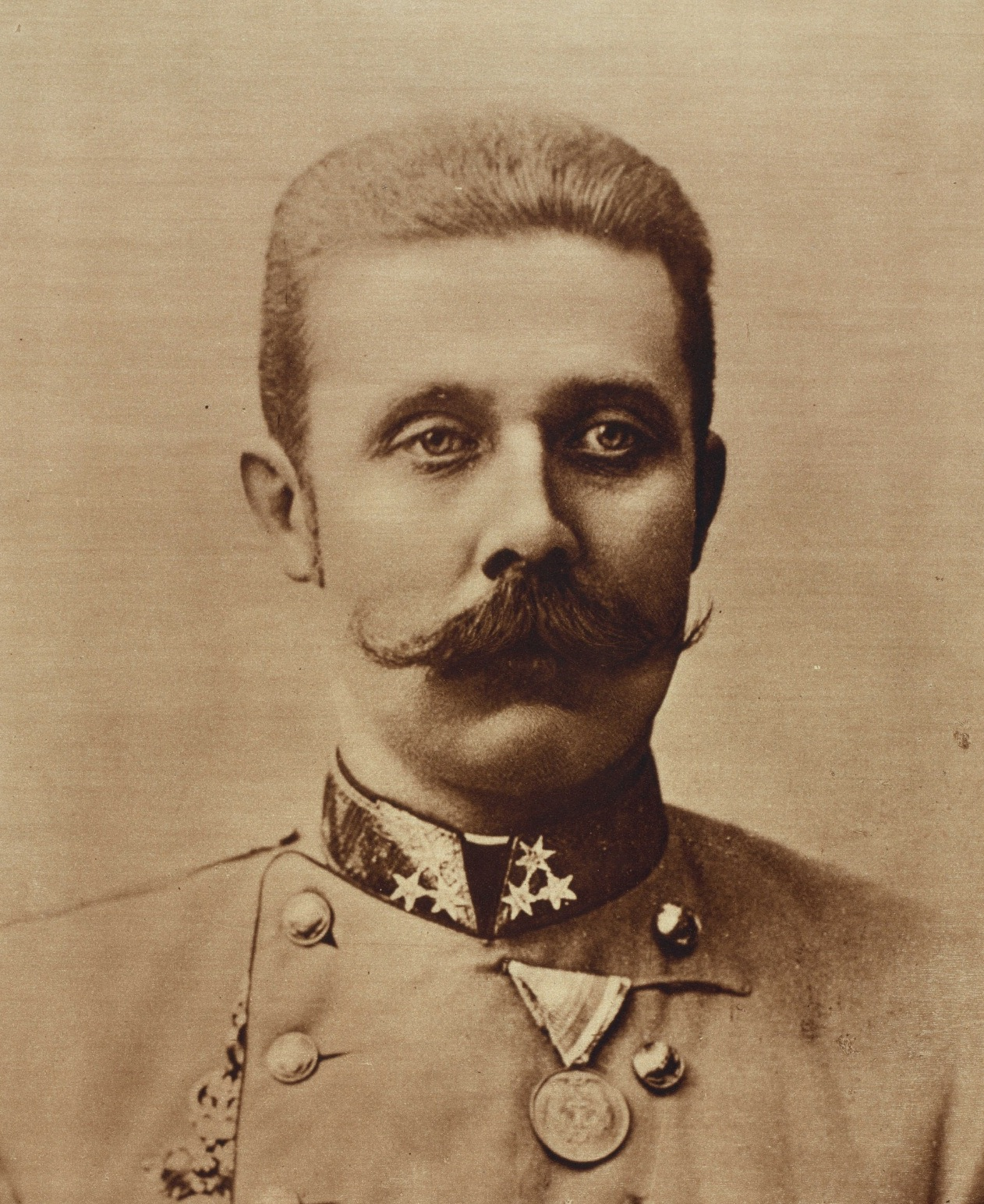
Franz Ferdinand al Austriei, moștenitor al tronului imperiului Austro-Ungar

- 31 august: Prințesa Isabela a Bavariei, ducesă de Genova (d. 1924)
- 13 septembrie: Ernst II, Prinț de Hohenlohe-Langenburg (d. 1950)
- 28 septembrie: Carlos I al Portugaliei (d. 1908)
- 5 octombrie: Ludwig Borchardt, egiptolog german (d. 1938)
- 15 octombrie: Arhiducele Leopold Salvator, Prinț de Toscana (d. 1931)
- 7 noiembrie: Julián del Casal, poet cubanez (d. 1893)
- 11 noiembrie: Paul Signac, pictor francez (d. 1935)
- 14 noiembrie: Leo Baekeland, chimist american de origine germană (d. 1944)
- 18 noiembrie: Richard Dehmel, poet german (d. 1920)
- 24 noiembrie: Maria Henrieta Chotek, cultivatoare austriacă de trandafiri, creatoarea rozariului de la Dolná Krupá (d. 1946)
- 25 noiembrie: Ioan Cantacuzino, medic și bacteriolog român (d. 1934)
- 27 noiembrie: Olga Kobyleanska, scriitoare ucraineană (d. 1942)
- 28 noiembrie: Eremia Grigorescu, general român de artilerie, comandantul trupelor române în bătălia de la Mărășești, ministru de război (d. 1919)
- 12 decembrie: Edvard Munch, pictor norvegian (d. 1944)
- 18 decembrie: Franz Ferdinand al Austriei, moștenitor al tronului imperiului Austro-Ungar (d. 1914)

## Decese
- 3 martie: Iancu Văcărescu, 70 ani, poet, considerat drept unul dintre primii poeți ai literaturii române (n. 1792)
- 30 martie: Auguste Bravais, 51 ani, fizician francez (n. 1811)
- 1 aprilie: Jakob Steiner, 67 ani, matematician elvețian (n. 1796)
- 10 mai: Stonewall Jackson (n. Thomas Jonathan Jackson), 39 ani, general american (n. 1824)

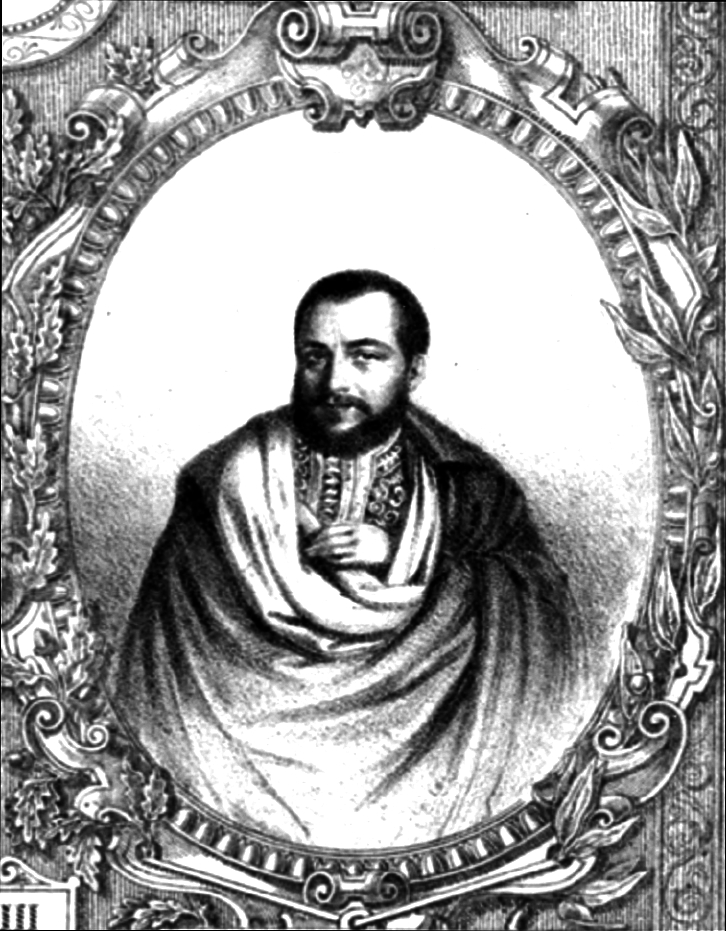
Iancu Văcărescu, considerat drept unul dintre primii poeți ai literaturii române
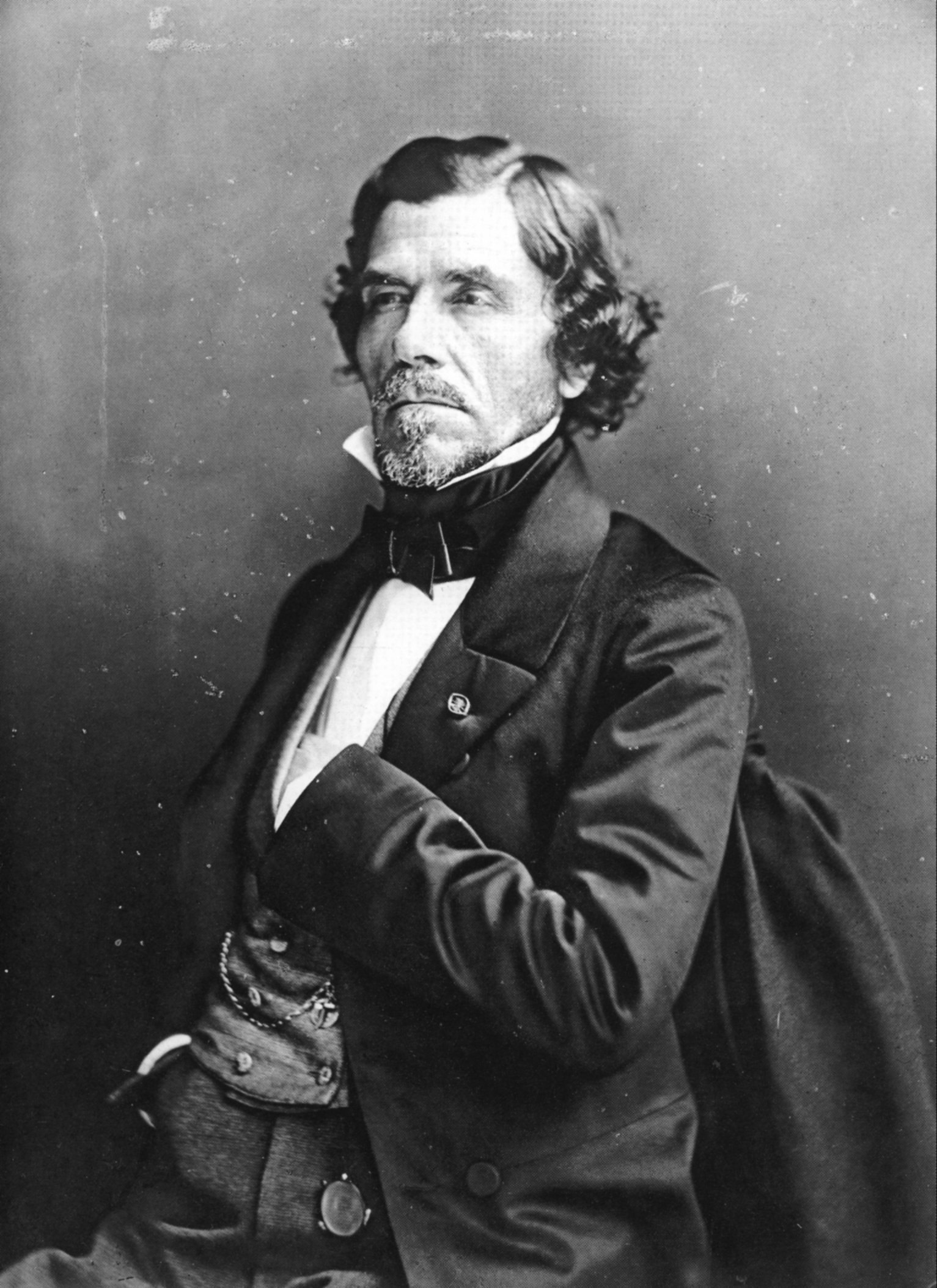
Eugène Delacroix, pictor francez
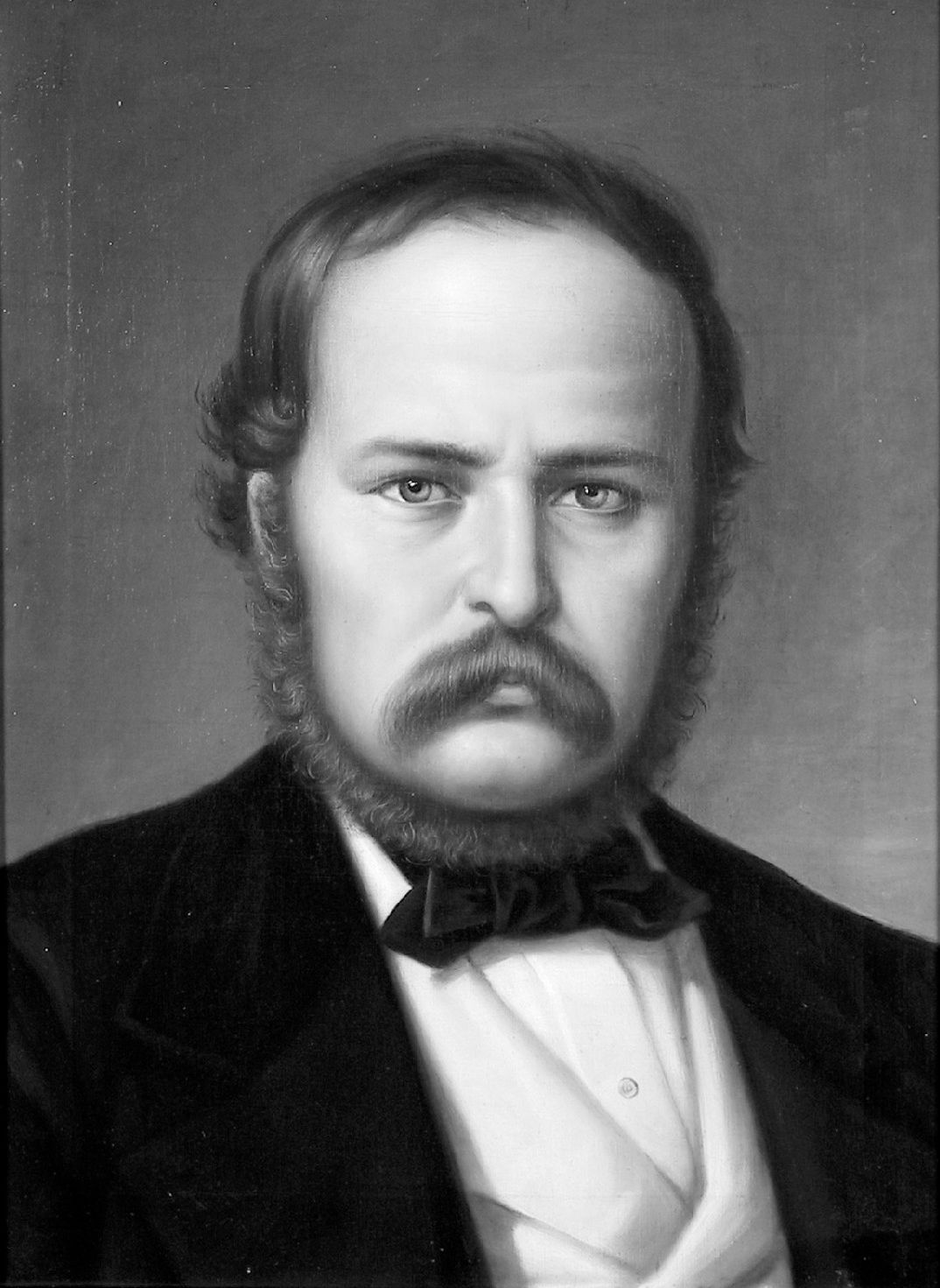
Andrei Mureșanu, poet și revoluționar român din Transilvania

- 1 iunie: Arhiducele Maximilian de Austria–Este (n. Maximilian Joseph), 80 ani (n. 1782)
- 25 iunie: Johann Karl Ehrenfried Kegel, 78 ani, agronom german și cercetător al peninsulei Kamceatka (n. 1784)
- 26 iulie: Sam Houston, 70 ani, om politic și ofițer american (n. 1793)
- 13 august: Eugène Delacroix (n. Ferdinand Victor Eugène Delacroix), 65 ani, pictor francez (n. 1798)
- 28 august: Eilhard Mitscherlich, 69 ani, chimist și mineralog german (n. 1794)
- 17 septembrie: Alfred de Vigny, 66 ani, poet francez (n. 1797)
- 17 septembrie: Józef Korzeniowski, 66 ani, scriitor polonez (n. 1797)
- 20 septembrie: Jacob Grimm, 78 ani, lingvist, folclorist și scriitor german (n. 1785)
- 12 octombrie: Andrei Mureșanu (Andrei Mureșianu), 46 ani, poet și revoluționar român din Transilvania (n. 1816)
- 15 noiembrie: Frederic al VII-lea (n. Frederik Carl Christian), 55 ani, rege al Danemarcei (n. 1808)
- 26 noiembrie: Natalia Goncearova, 50 ani, soția poetului rus Aleksandr Pușkin (n. 1812)
- 13 decembrie: Friedrich Hebbel (n. Christian Friedrich Hebbel), 50 ani, poet și dramaturg german (n. 1813)
- 24 decembrie: William Makepeace Thackeray, 52 ani, romancier britanic (n. 1811)